# Jaropełk I

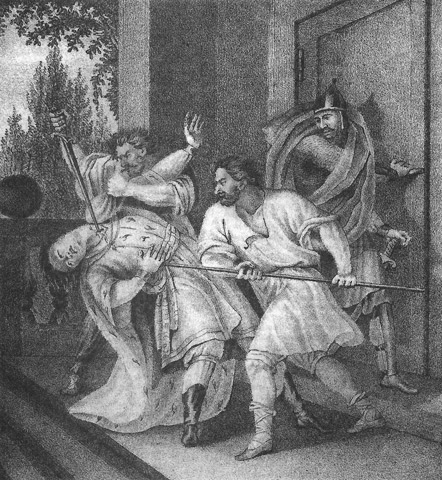
Zamordowanie Jaropełka. Ilustracja Borisa Czorikowa do książki Artysta Karamazin lub historia Rosji w obrazach (Petersburg, 1836).

Jaropełk I, Jaropołk, (st. rus.: Ѩропо́лкъ Свѧтосла́вичъ; ur. ok. 956, zm. 11 czerwca 978) – książę Rusi Kijowskiej (972-978), najstarszy syn Światosława I z dynastii Rurykowiczów, starszy brat Włodzimierza I Wielkiego.

## Życiorys
Światosław I, wyjeżdżając na wojnę z Bizancjum w 970 roku, podzielił kraj pomiędzy swych synów, Jaropełkowi powierzył sprawowanie władzy w Kijowie, Olegowi ziemie Drewlan a Włodzimierzowi Nowogród. Po tym, jak resztki armii Jaropełka wróciły z wojny pod dowództwem Swenelda w 972 roku, przynosząc wieści o śmierci Światosława w bitwie z Pieczyngami, rozpoczęły się walki pomiędzy braćmi o władzę nad całą Rusią. Jaropełk najpierw najechał ziemie Olega, gdzie podczas zdobywania stolicy Oleg zginął. Następnie Jaropełk skierował swe wojska w kierunku Nowogrodu, który zajął bez wysiłku. Sam Włodzimierz przezornie uciekł do Skandynawii, gdzie rozpoczął przygotowywanie drużyny Waregów. 
Jaropełk w czasie sprawowania władzy utrzymywał kontakty dyplomatyczne z cesarzem Ottonem II. Przypuszcza się, że zamierzał przyjąć lub przyjął chrzest.
W 978 roku Włodzimierz na czele swej drużyny zaatakował Kijów, który został zdobyty po krótkim oblężeniu. Jaropełk zdołał uciec i ukryć się w warownym grodzie Rodnia. Jednak najemnicy Włodzimierza odnaleźli go tam i zamordowali. Według "Powieści minionych lat" śmierć księcia Jaropełka datuje się na rok 980. Według dzieła "Śmierć i pochwała księcia Jaropełka" autorstwa Mnicha Jakuba - na 11 czerwca 978.
Według relacji obecnie kwestionowanych przez literaturę historyczną wdowa po Jaropełku została nałożnicą Włodzimierza i wkrótce urodziła syna Świętopełka. Świętopełk, oficjalnie uważany za syna Włodzimierza, sam uważał się za syna Jaropełka, a Włodzimierza za uzurpatora.